# Сушићи
Сушићи (итал. Sussici) је насељено место у континенталном делу Истарске жупаније у Републици Хрватској. Административно је у саставу Града Бузета.

## Становништво
Према задњем попису становништва из 2001. године у насељу Сушићи живело је 10 становника који су живели у 2 породична домаћинства.
Кретање броја становника по пописима 1857—2001.
| година пописа  | 1857. | 1869. | 1880. | 1890. | 1900. | 1910. | 1921. | 1931. | 1948. | 1953. | 1961. | 1971. | 1981. | 1991. | 2001. |
| бр. становника | 0     | 0     | 0     | 33    | 67    | 51    | 0     | 0     | 45    | 34    | 23    | 20    | 14    | 13    | 10    |

Напомена:Од 1857. до 1880. подаци су садржани у насељу Чиритеж, а у 1921. и 1931. у насељу Роч. Од 1890. до 1910. исказано као део насеља.